# Torre de San Andrés

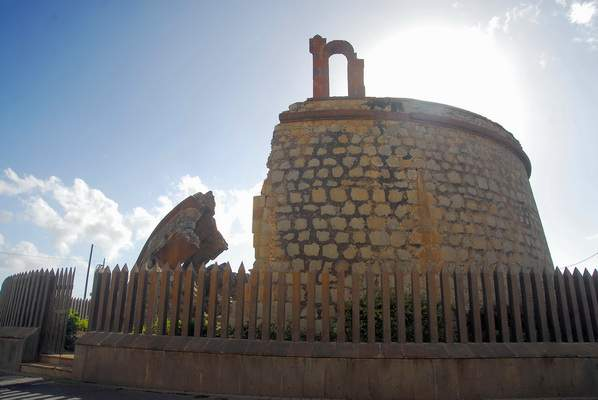
Torre de San Andrés

A Torre de San Andrés ou Castillo de San Andrés foi uma fortaleza localizada na aldeia de San Andrés, cidade de Santa Cruz de Tenerife (Ilhas Canárias, Espanha).
O actual castelo foi construído em torno de 1706, embora haja referências à existência de uma torre defensiva na área desde 1697. O castelo foi construído para defender a área contra invasões de piratas. O castelo é famoso pela Batalha de Santa Cruz de Tenerife de 1797, nesta batalha o castelo bombardeado os barcos Horatio Nelson.
Em 22 de abril de 1949 foi declarado Monumento Histórico Artístico, sendo assim protegido pela Declaração genérica do Decreto de 22 de abril de 1949, e da Lei nº 16/1985 sobre o Património Histórico Espanhol. A 28 de novembro, 1967 foi declarado como Sítio de Interesse Turístico Nacional.